# Ptiloglossa tenuimarginata
Ptiloglossa tenuimarginata är en biart som först beskrevs av Smith 1879.  Ptiloglossa tenuimarginata ingår i släktet Ptiloglossa och familjen korttungebin. Inga underarter finns listade i Catalogue of Life.